# Ptychostomum cyclophyllum
Ptychostomum cyclophyllum là một loài rêu trong họ Bryaceae. Loài này được Schwägr. J.R. Spence mô tả khoa học đầu tiên năm 2005.